# Пондер (Тексас)
Пондер (енгл. Ponder) град је у америчкој савезној држави Тексас. По попису становништва из 2010. у њему је живело 1.395 становника.

## Демографија
Према попису становништва из 2010. у граду је живело 1.395 становника, што је 888 (175,1%) становника више него 2000. године.
| Група             | 2000.       | 2010.         |
| Белци             | 470 (92,7%) | 1.153 (82,7%) |
| Афроамериканци    | 5 (1,0%)    | 43 (3,1%)     |
| Азијати           | 2 (0,4%)    | 5 (0,4%)      |
| Хиспаноамериканци | 28 (5,5%)   | 175 (12,5%)   |
| Укупно            | 507         | 1.395         |